# Жуан-Рамалью (Сан-Паулу)
Жуан-Рамалью (порт. João Ramalho)  —  муниципалитет в Бразилии, входит в штат Сан-Паулу. Составная часть мезорегиона Президенти-Пруденти. Входит в экономико-статистический  микрорегион Президенти-Пруденти. Население составляет 4092 человека на 2007 год. Занимает площадь 416,035 км². Плотность населения — 9,8 чел./км².
Праздник города —  18 февраля.

## Статистика
- Валовой внутренний продукт на 2003 составляет 74.729.881,00 реалов (данные: Бразильский институт географии и статистики).
- Валовой внутренний продукт на душу населения на 2003 составляет 17.976,88 реалов (данные: Бразильский институт географии и статистики).
- Индекс развития человеческого потенциала на 2000 составляет 0,776 (данные: Программа развития ООН).

## География
Климат местности: субтропический. В соответствии с классификацией Кёппена, климат относится к категории Cfa.